# Дальнезападный регион (Непал)
Дальнезападный регион (непальск. सुदुर पश्चिमाञ्चल विकास क्षेत्र) был одним из пяти регионов Непала. Регион располагался на крайнем западе страны с центром в Дипаял-Силгадхи. Включал две зоны: Махакали и Сети.
После принятия в сентябре 2015 года Конституции Непала на месте Дальнезападного региона была образована провинция Судурпаштин-Прадеш, имеющая идентичные границы.

## География

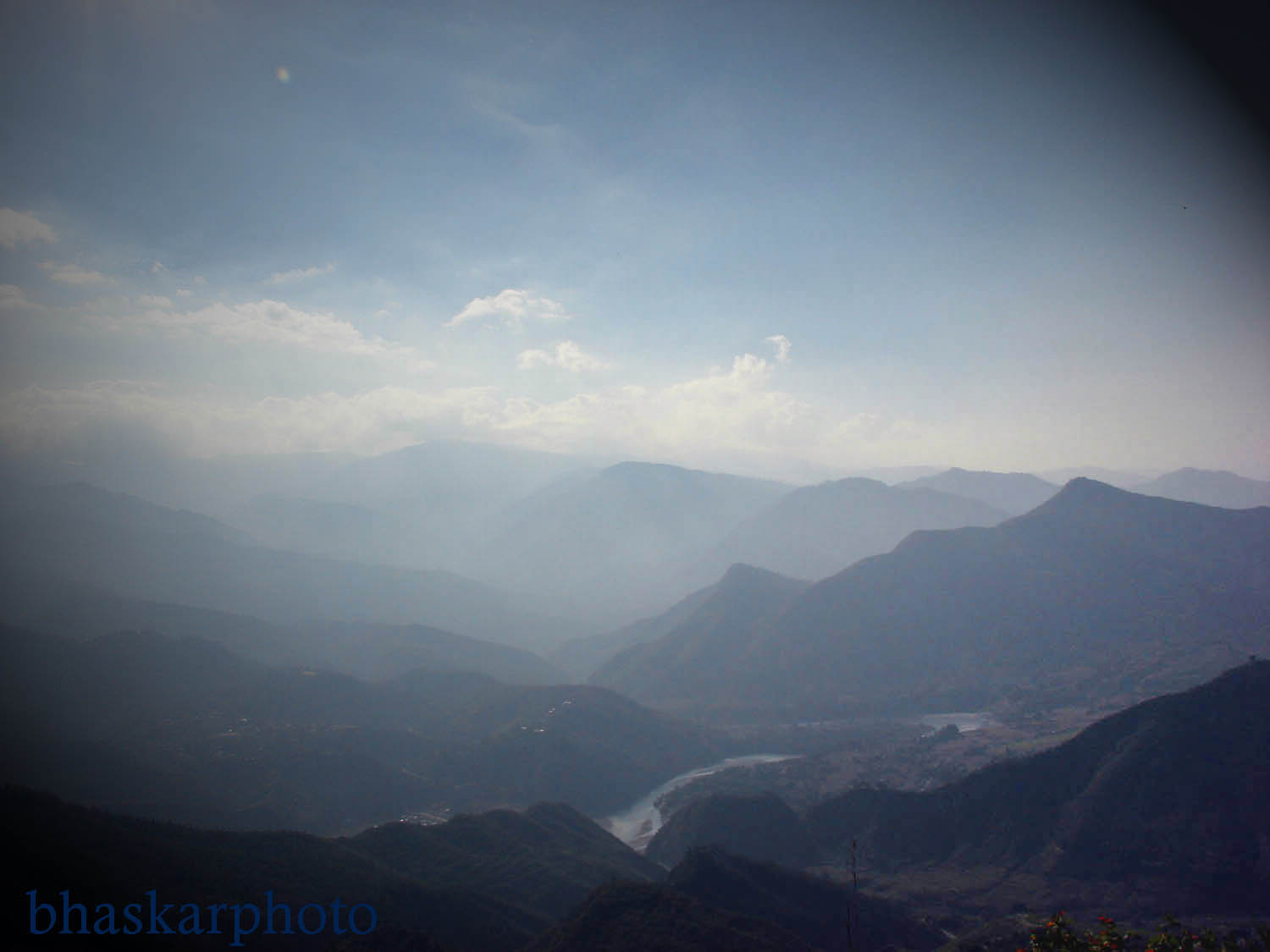
Вид на реку Сети

Регион граничил со Среднезападным регионом Непала на востоке, индийским штатом Уттар-Прадеш на юге, индийским штатом Уттаракханд на западе и Тибетским автономным районом КНР на севере.
Дальнезападный регион являлся наименьшим по площади среди регионов Непала — 19 539 км², а также по численности населения — 2 552 517 человек. Плотность населения региона составляла 131 чел./км², что являлось 4-м показателем среди регионов страны.